# Skyttebank
- A — bröstvärn
- B — skottglugg
- C — skyttebank
- D — kanonbank
- E — kanonbäddning

Fästningsvall (exempel) med bildnyckel:

Skyttebank, bank (bänk) eller bankett (av franska: banquette, diminutiv av ”bank”) är en förhöjd avsats eller upphöjning (bank) bakom ett bröstvärn, exempelvis en bärm, som anordnats så att försvarare kan stå på lämplig höjd och skjuta över bröstvärnet eller genom skottgluggar.
En skyttebank för kanon kallas kanonbank.

## Galleri

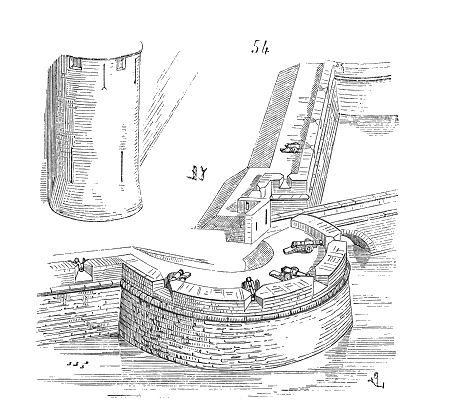
Kanonbank
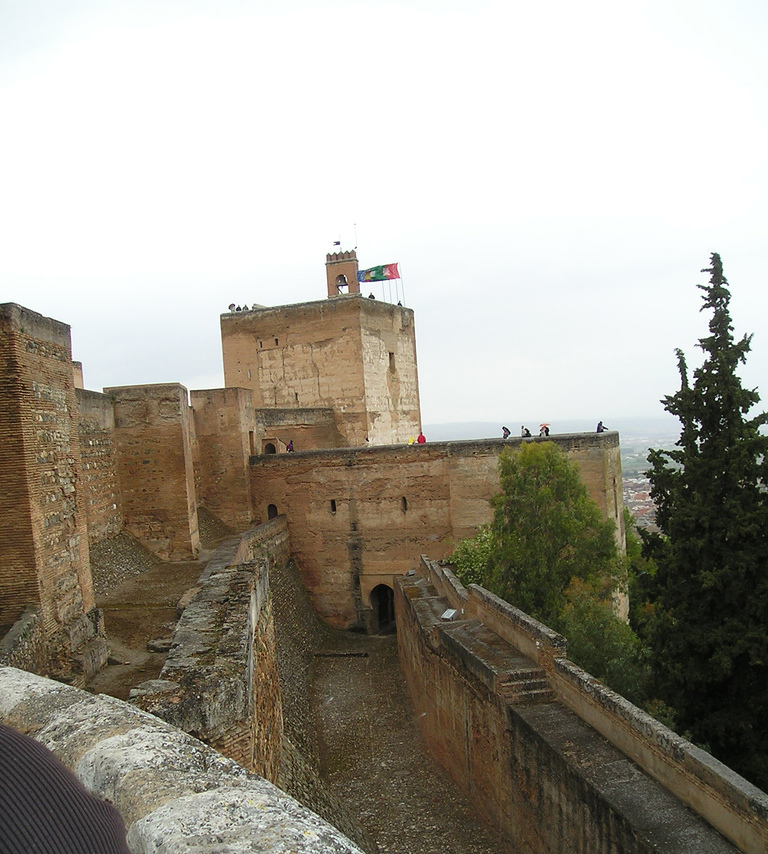
Fästningsmur med skyttebank (höger)

## Källa
- ”skyttebank sbst.”. Svenska Akademiens ordbok (SAOB). saob.se. 1974. https://www.saob.se/artikel/?seek=skyttebank&pz=1#U_S5421_235308. Läst 7 maj 2025.
- ”bank sbst.1, I, 2, a, β”. Svenska Akademiens ordbok (SAOB). saob.se. 1899. https://www.saob.se/artikel/?unik=B_0161-0091.0CAX#M_B161_83133. Läst 7 maj 2025.
- ”bankett sbst.2”. Svenska Akademiens ordbok (SAOB). saob.se. 1899. https://www.saob.se/artikel/?unik=B_0161-0100.zJb9&pz=3. Läst 7 maj 2025.